# Atletisme als Jocs Olímpics d'estiu de 1908 - 200 metres masculins
Els 200 metres masculins va ser una de les proves disputades durant els Jocs Olímpics de Londres de 1908. La prova es va disputar en tres dies i hi van prendre part 43 atletes de 15 nacions diferents. La primera ronda es disputà el 21 de juliol, les semifinials el 22 de juliol i la final el 23 de juliol.

## Medallistes
| Or                | Plata                 | Bronze                   |
| Robert Kerr (CAN) | Robert Cloughen (USA) | Nathaniel Cartmell (USA) |

## Rècords
Aquests eren els rècords del món i olímpic que hi havia abans de la celebració dels Jocs Olímpics de 1908.
| Rècord del Món | 21.4(*)  | Jim Maybury | Chicago (USA)     | 5 de juny de 1897  |
| Rècord Olímpic | 21.6(**) | Archie Hahn | Saint Louis (USA) | 31 d'agost de 1904 |

(*) No oficial, 220 iardes (= 201.17 m)
(**) Cursa en línia recta

## Resultats

### Sèries
El vencedor de cada sèrie passa a semifinals, mentre els altres queden eliminats. Totes les sèries es van disputar el 31 de juliol de 1908.
Sèrie 1
George guanya per 10 iardes.
| Posició | Nom          | País          | Temps         |
| ------- | ------------ | ------------- | ------------- |
| 1       | John George  | Regne Unit    | 23.4 segons   |
| 2       | Victor Henny | Països Baixos | (24.6 segons) |

Sèrie 2
En una renyida carrera, Huff guanya a Duffy per menys de dues iardes.
| Posició | Nom              | País          | Temps         |
| ------- | ---------------- | ------------- | ------------- |
| 1       | Harold Huff      | Estats Units  | 22.8 segons   |
| 2       | Edward Duffy     | Sud-àfrica    | (23.2 segons) |
| 3       | Henk van der Wal | Països Baixos | Desconegut    |
| 4       | Knut Stenborg    | Suècia        | Desconegut    |

Sèrie 3
Roche va guanyar per una simple iarda.
| Posició | Nom              | País          | Temps         |
| ------- | ---------------- | ------------- | ------------- |
| 1       | Patrick Roche    | Regne Unit    | 22.8 segons   |
| 2       | Lawson Robertson | Estats Units  | (23.0 segons) |
| 3       | Frank Lukeman    | Canadà        | Desconegut    |
| 4       | Evert Koops      | Països Baixos | Desconegut    |

Sèrie 4
Cartmell guanya per dues iardes.
| Posició | Nom             | País         | Temps         |
| ------- | --------------- | ------------ | ------------- |
| 1       | Nate Cartmell   | Estats Units | 23.0 segons   |
| 2       | Vilmos Rácz     | Hongria      | (23.3 segons) |
| 3       | Ragnar Stenberg | Finlàndia    | Desconegut    |

Sèrie 5
Malfait guanya per unes quatre iardes.
| Posició | Nom             | País       | Temps         |
| ------- | --------------- | ---------- | ------------- |
| 1       | Georges Malfait | França     | 22.6 segons   |
| 2       | Robert Duncan   | Regne Unit | (23.1 segons) |

Sèrie 6
Laaftman guanya per dues iardes.
| Posició | Nom             | País          | Temps         |
| ------- | --------------- | ------------- | ------------- |
| 1       | Sven Låftman    | Suècia        | 23.8 segons   |
| 2       | Frigyes Wiesner | Hongria       | (24.0 segons) |
| 3       | Ernst Greven    | Països Baixos | Desconegut    |

Sèrie 7
Radóczy era l'únic participant en aquesta sèrie i passa directe a semifinals.
| Posició | Nom            | País    | Temps  |
| ------- | -------------- | ------- | ------ |
| 1       | Károly Radóczy | Hongria | lliura |

Sèrie 8
Cloughen guanya còmodament per unes sis iardes.
| Posició | Nom              | País         | Temps         |
| ------- | ---------------- | ------------ | ------------- |
| 1       | Robert Cloughen  | Estats Units | 23.4 segons   |
| 2       | Umberto Barrozzi | Itàlia       | (24.1 segons) |

Sèrie 9
Hurdsfield guanya per una iarda i mitja.
| Posició | Nom                | País       | Temps         |
| ------- | ------------------ | ---------- | ------------- |
| 1       | Samuel Hurdsfield  | Regne Unit | 23.6 segons   |
| 2       | Mikhail Paskalides | Grècia     | (24.0 segons) |

Sèrie 10
Hamilton's guanya per tres iardes.
| Posició | Nom              | País         | Temps         |
| ------- | ---------------- | ------------ | ------------- |
| 1       | William Hamilton | Estats Units | 22.4 segons   |
| 2       | Louis Sebert     | Canadà       | (22.8 segons) |
| 3       | Henry Pankhurst  | Regne Unit   | Desconegut    |
| 4       | Pál Simon        | Hongria      | Desconegut    |
| 5       | Fernand Halbart  | Bèlgica      | Desconegut    |

Sèrie 11
Kerr's guanya per unes tres iardes.
| Posició | Nom              | País         | Temps         |
| ------- | ---------------- | ------------ | ------------- |
| 1       | Robert Kerr      | Canadà       | 22.2 segons   |
| 2       | William W. May   | Estats Units | (22.7 segons) |
| 3       | James P. Stark   | Regne Unit   | Desconegut    |
| 4       | Knut Lindberg    | Suècia       | Desconegut    |
| 5       | Emilio Brambilla | Itàlia       | Desconegut    |

Sèrie 12
Sherman guanya per dues iardes.
| Posició | Nom               | País          | Temps         |
| ------- | ----------------- | ------------- | ------------- |
| 1       | Nathaniel Sherman | Estats Units  | 22.8 segons   |
| 2       | John W. Morton    | Regne Unit    | (23.1 segons) |
| 3       | Eduard Schönecker | Àustria       | Desconegut    |
| 4       | Cornelis den Held | Països Baixos | Desconegut    |

Sèrie 13
Reed guanya per dues iardes i mitja.
| Posició | Nom             | País       | Temps         |
| ------- | --------------- | ---------- | ------------- |
| 1       | Lionel Reed     | Regne Unit | 23.2 segons   |
| 2       | Arthur Hoffmann | Alemanya   | (23.5 segons) |

Sèrie 14
Guttormsen era l'únic participant en aquesta sèrie i passa directe a semifinals.
| Posició | Nom              | País    | Temps  |
| ------- | ---------------- | ------- | ------ |
| 1       | Oscar Guttormsen | Noruega | lliura |

Sèrie 15
Cursa molt igualada, per en la recta final imposar-se Hawkins.
| Posició | Nom              | País          | Temps         |
| ------- | ---------------- | ------------- | ------------- |
| 1       | George Hawkins   | Regne Unit    | 22.8 segons   |
| 2       | Henri Meslot     | França        | (23.2 segons) |
| 3       | Jacobus Hoogveld | Països Baixos | Desconegut    |

### Semifinals
Les semifinals es van disputar el 22 de juliol de 1908, l'endemà de les sèries. El vencedor de cada semifinal passava a la final, mentre els altres quedaven eliminats.
Semifinal 1
En la primera de les semifinals hi van prendre part els dos atletes que havien lliurat en les sèries. Les tres primeres posicions van ser molt igualades, amb victòria de Kerr per unes nou polzades sobre Hamilton i dotze sobre Radoczy.
| Posició | Nom              | País         | Temps         |
| ------- | ---------------- | ------------ | ------------- |
| 1       | Robert Kerr      | Canadà       | 22.6 segons   |
| 2       | William Hamilton | Estats Units | (22.7 segons) |
| 3       | Károly Radóczy   | Hongria      | (22.8 segons) |
| 4       | Oscar Guttormsen | Noruega      | Desconegut    |

Semifinal 2
Semifinal molt competida entre els tres atletes estatunidencs. Cartmell guanyà per cinc peus.
| Posició | Nom               | País         | Temps         |
| ------- | ----------------- | ------------ | ------------- |
| 1       | Nate Cartmell     | Estats Units | 22.6 segons   |
| 2       | Nathaniel Sherman | Estats Units | (22.9 segons) |
| 3       | Harold Huff       | Estats Units | (23.0 segons) |

Semifinal 3
Cloughen superà a Reed en el tram final de la cursa.
| Posició | Nom               | País         | Temps         |
| ------- | ----------------- | ------------ | ------------- |
| 1       | Robert Cloughen   | Estats Units | 22.6 segons   |
| 2       | Lionel Reed       | Regne Unit   | (22.8 segons) |
| 3       | John George       | Regne Unit   | Desconegut    |
| 4       | Samuel Hurdsfield | Regne Unit   | Desconegut    |

Semifinal 4
Låftman no va poder prendre part en la semifinal per estar lesionat. Cursa molt igualada i decidida en el darrer moment, amb victòria per a Hawkins per un peu.
| Posició | Nom             | País       | Temps         |
| ------- | --------------- | ---------- | ------------- |
| 1       | George Hawkins  | Regne Unit | 22.6 segons   |
| 2       | Patrick Roche   | Regne Unit | (22.6 segons) |
| 3       | Georges Malfait | França     | Desconegut    |
| —       | Sven Låftman    | Suècia     | No surt       |

### Final
La final es disputà el 23 de juliol de 1908.
Els tres primers classificats van arribar molt igualats. L'avantatge obtingut per Kerr en la revolta quedà reduïda a la mínima expressió a la recta, però finalment aconseguí la victòria per unes nou polzades.
| Posició | Nom             | País         | Temps         |
| ------- | --------------- | ------------ | ------------- |
| 1       | Robert Kerr     | Canadà       | 22.6 segons   |
| 2       | Robert Cloughen | Estats Units | (22.6 segons) |
| 3       | Nate Cartmell   | Estats Units | (22.7 segons) |
| 4       | George Hawkins  | Regne Unit   | (22.9 segons) |